# ملعب أزول
ملعب أزول  هو ملعب لديه 32.904 مقعد يقع في مدينة المكسيك. تم افتتاح الملعب في سنة 1947 ثم تم تجديده في 1996. غالبا ما يتم استخدام الملعب لمباريات كرة القدم، حيث انه الملعب الرئيسي لنادي كروز أزول.

## معرض صور

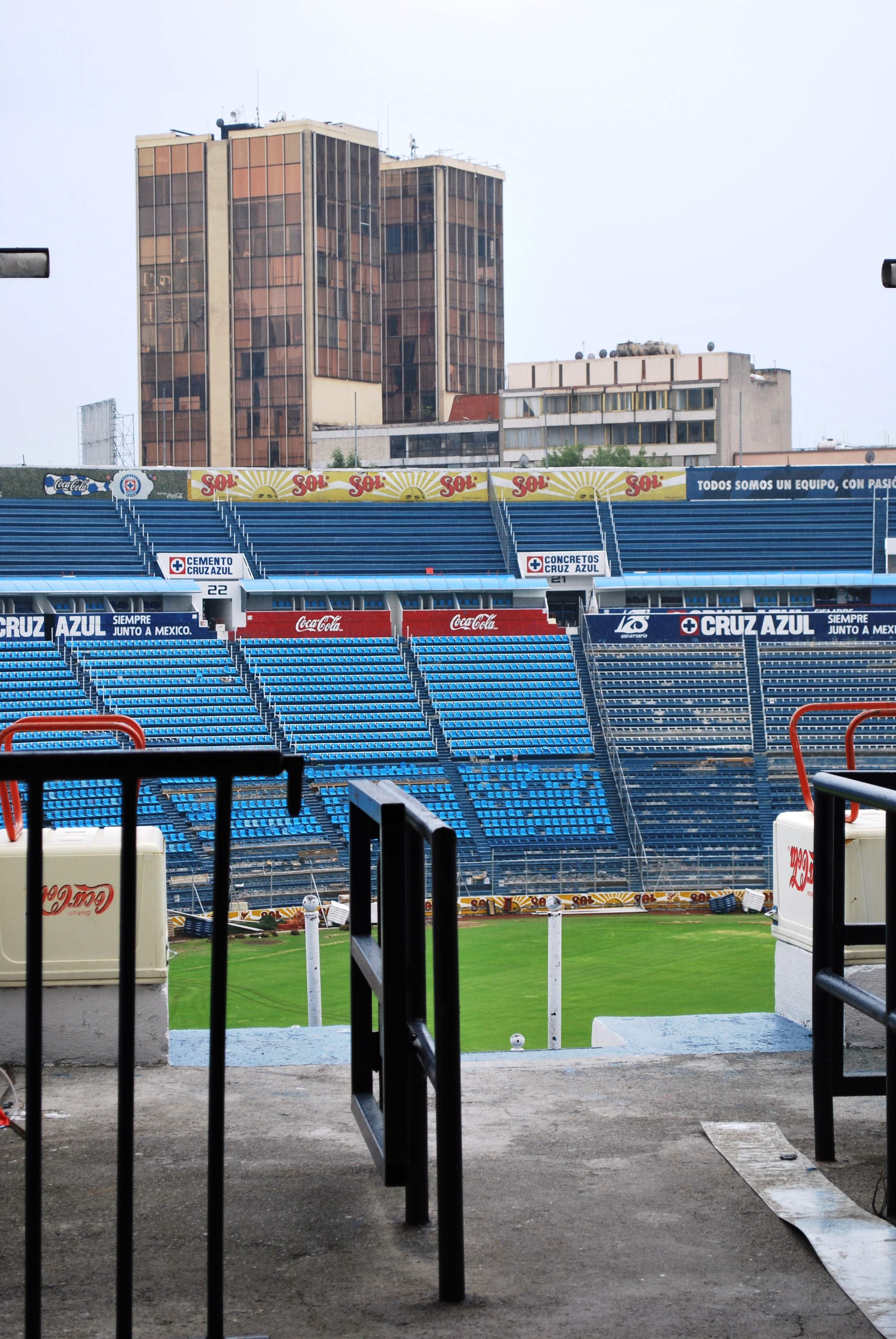
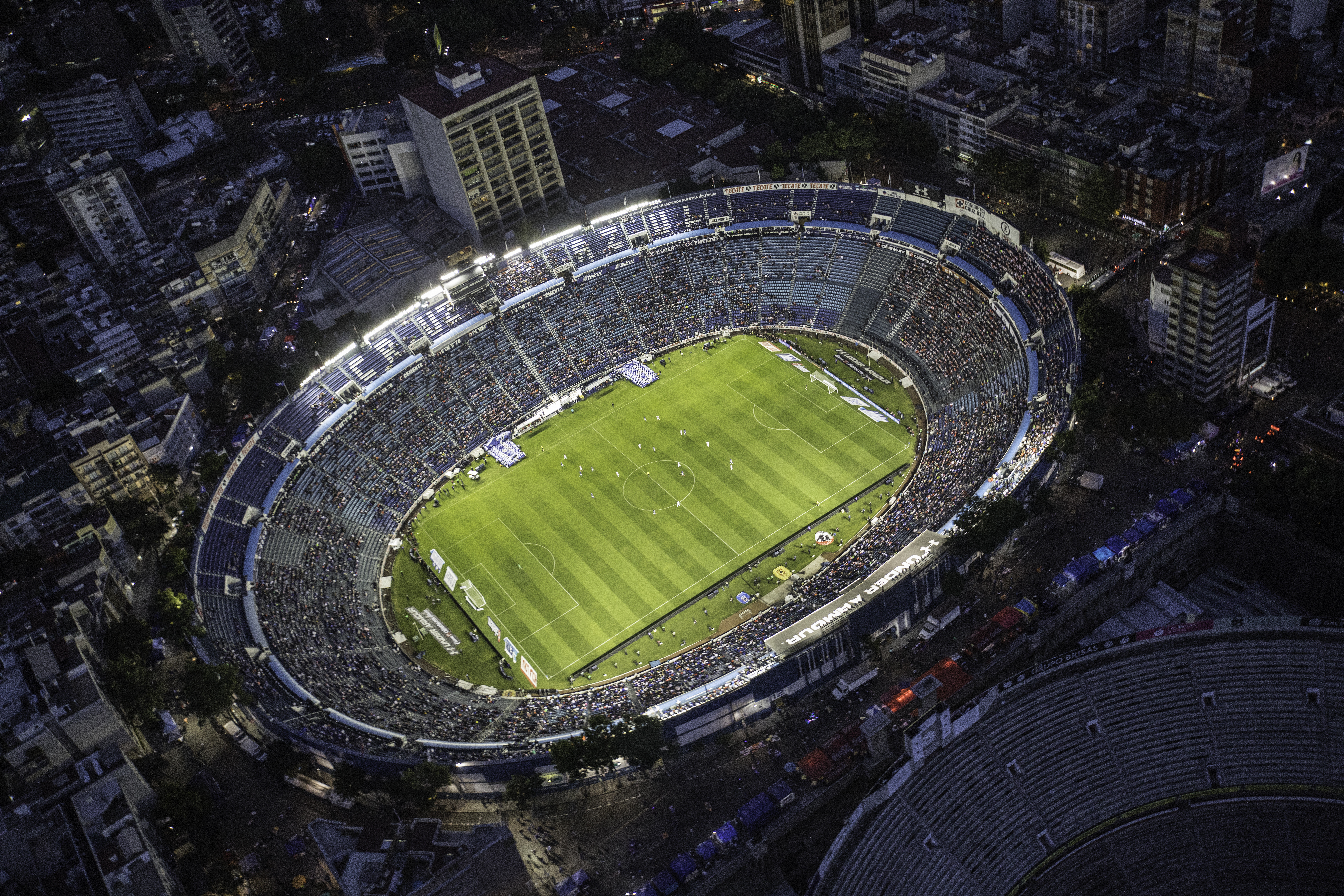
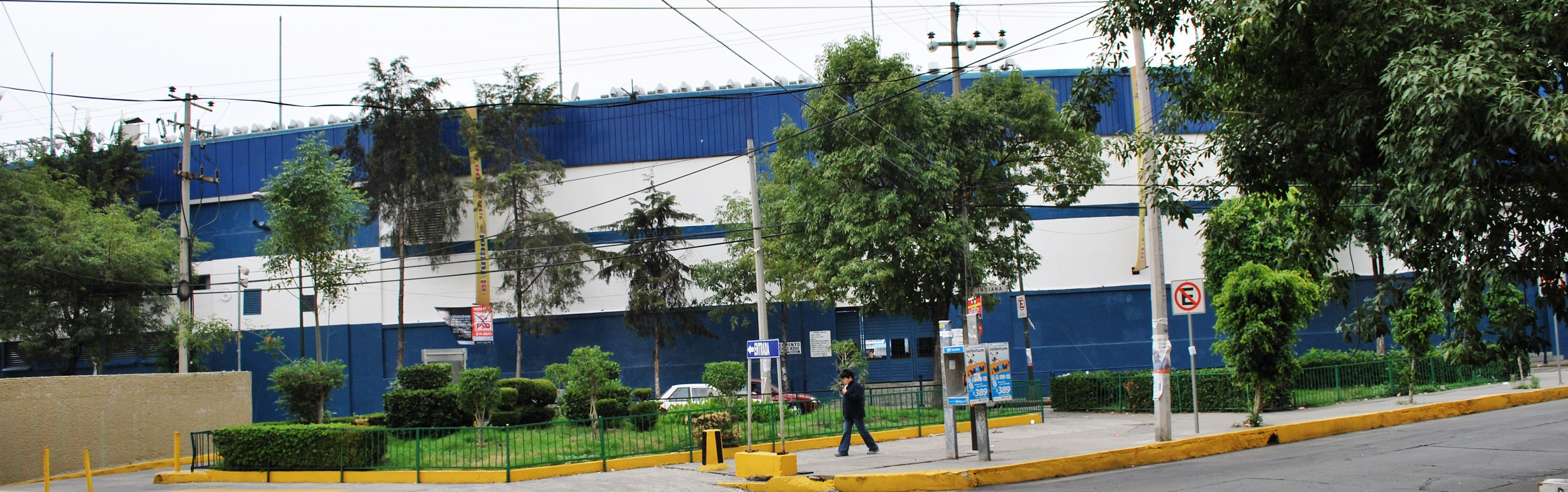
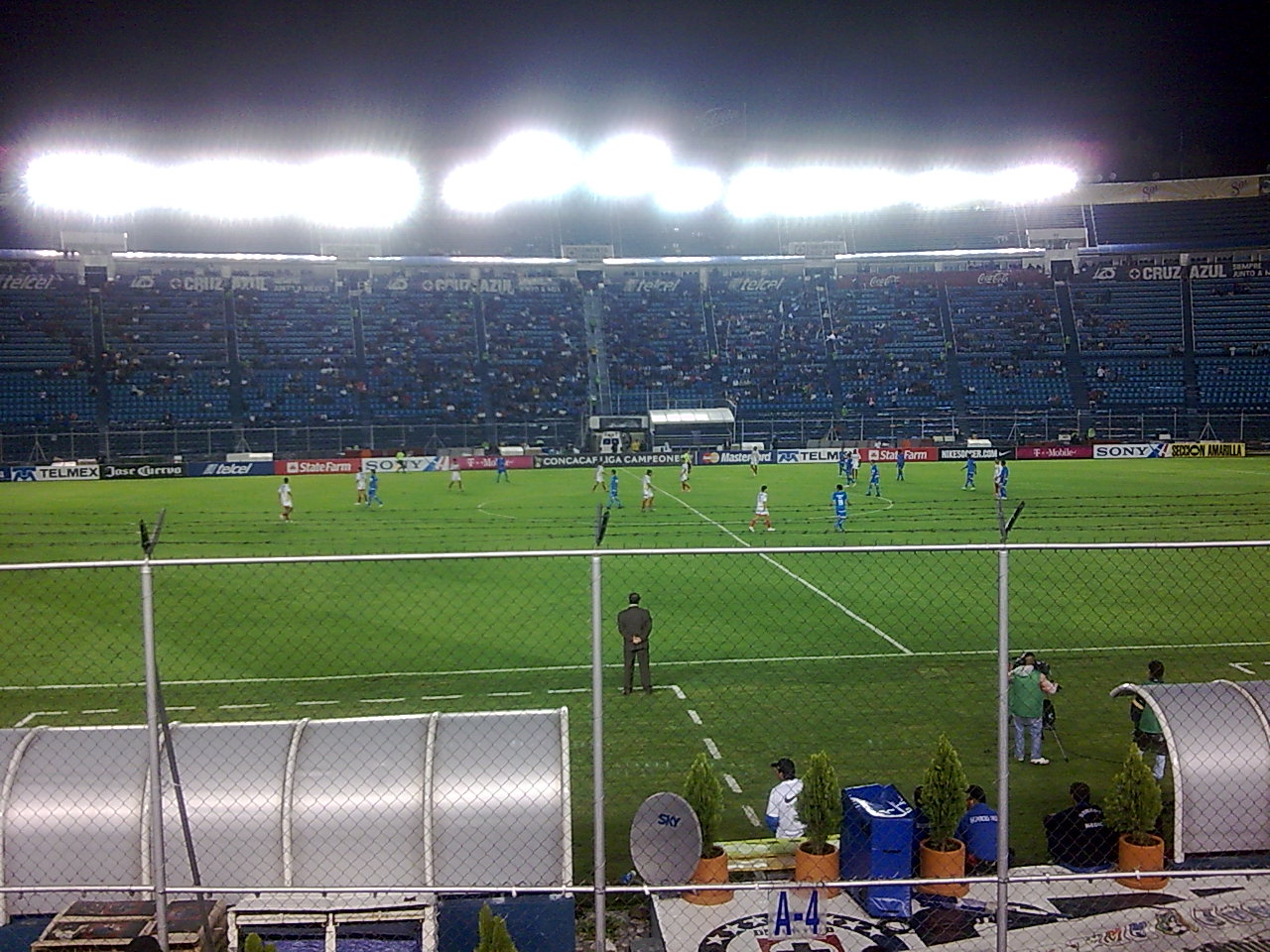
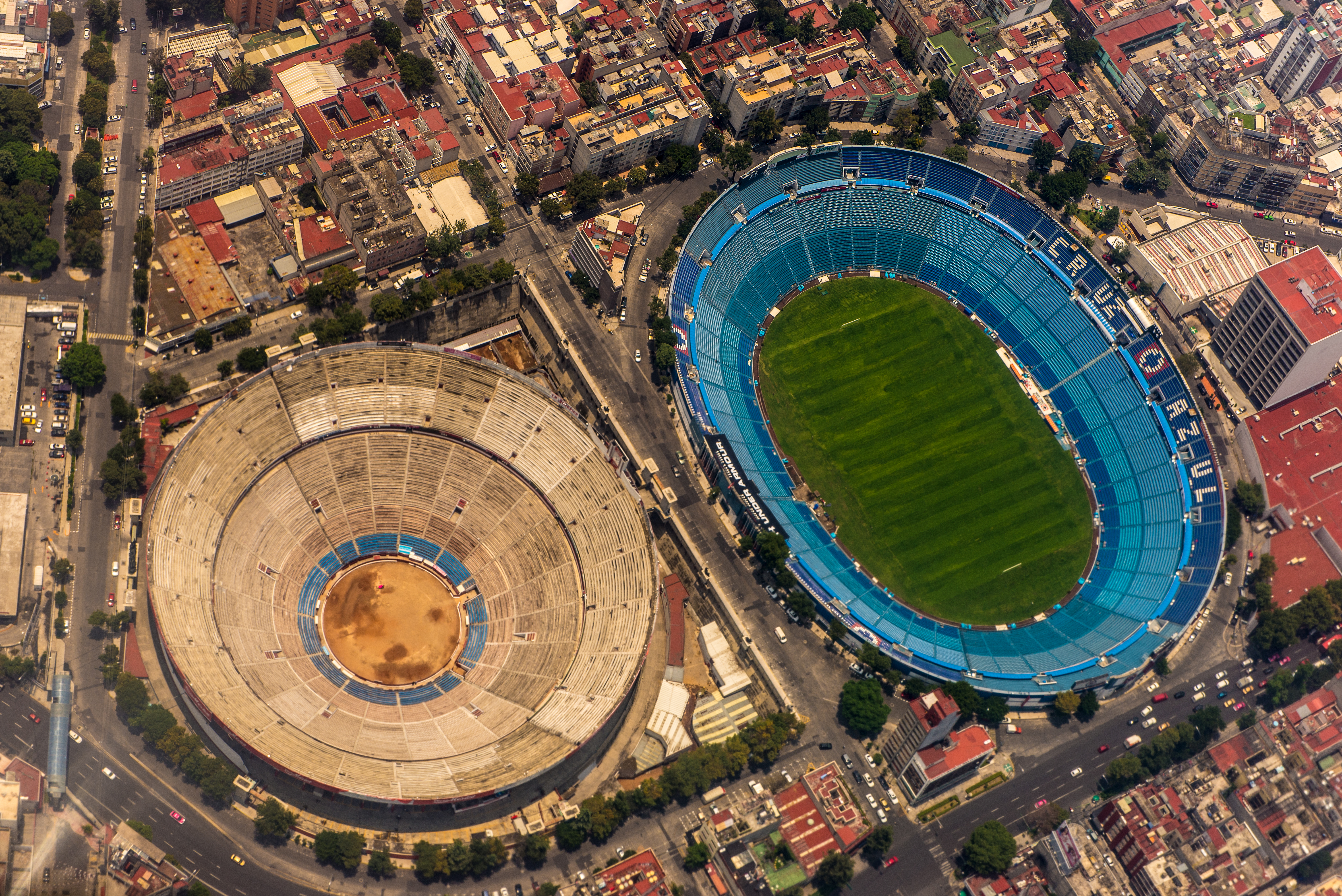